# 무라오카 다쿠야
무라오카 다쿠야(일본어: 村岡 拓哉, 1990년 7월 24일 ~ )는 일본의 전 축구 선수이다.

## 구단 경력
과거 쇼난 벨마레, 후쿠시마 유나이티드 FC에서 활동하였다.